# Nomenclatura trinomial
A nomenclatura trinomial ou nome trinomial é uma forma estendida da nomenclatura binomial usada em biologia para identificar cada espécie de um ser vivo conhecido, com o objetivo de referir-se especificamente a subdivisões menores de uma determinada espécie. As mais freqüentes são:
- Na subespécie se adiciona um terceiro nome sempre em minúsculo, com o nome do gênero em primeiro lugar ( em maiúsculo) e o nome da espécie em segundo lugar ( em minúsculo ). A abreviatura quando usada é recomendado o uso de subsp. para algas, fungos e plantas e ssp. para bactérias, animais e protozoários.

Por exemplo : o cão é uma subespécie doméstica do lobo (Canis lupus), recebe o nome trinomial de Canis lupus familiaris. 
- A variedade ou raça é um ser demasiadamente indefinido para ser considerado uma subespécie. É identificado escrevendo-se na continuação da espécie ou subespécie a abreviatura var. seguida do nome da variedade.

Por exemplo : o burro catalão é uma raça de asno (Equus asinus), recebe o nome científico de Equus asinus var. catalana.
- As variedades botânicas criadas artificialmente são denominadas cultivares, Os nomes destas variantes são colocadas entre aspas simples e com inicial maiúscula.

Exemplos:
Clematis alpina 'Ruby' é um cultivar infraespecífico;
Magnolia 'Elizabeth' é um híbrido produzido a partir de pelo menos duas espécies do gênero Magnolia.
- Menos usadas, porém também pertencentes a nomenclatura trinomial são as subvariedades (subvar.), a forma (forma ou f.), o grupo e o cultivo, cada uma de menor hierarquia que a anterior.